# Locanto
Locanto é um portal de anúncios classificados com categorias como emprego, contactos, imóveis, aluguer, venda, serviços, comunidade, veículos e mascotas. Locanto está presente a 40 países do mundo e conta com subpáginas em 5 idiomas. A página é considerada concorrência para portais como Grippo, Olx, Wombeta e Craigslist.

## História
É uma criação da companhia start-up alemã, Yalwa, a qual se encontra em Wiesbaden, Alemanha. Locanto pôs-se em linha em julho do ano 2006 como uma página de anúncios classificados locais para Nova Iorque. Um mês depois, o 21 de agosto de 2006, o serviço expandiu-se às cidades estadunidenses Boston, Chicago, Los Angeles e San Francisco. Desde princípios de 2007, todas as principais cidades de Estados Unidos. contam com sua própria página de Locanto classificados. Hoje em dia, a página de Locanto existe em 5 idiomas em mais de 60 países do mundo.
É uma dos três aplicativos site criadas por Yalwa, uma companhia start-up alemã. Klaus P. Gapp, director executivo, é o fundador do portal Opusforum.org, uma página de anúncios classificados locais para o mercado germanoparlante. Opusforum.org foi comprado por eBay no 2005, com cuja página de anúncios classificados, Kijiji, fundiu um ano depois.

## Segurança
Para informar a seus utilizadores sobre questões de segurança do comércio em Internet, estabeleceu um blog independente sobre comércio seguro. Paralelamente, a equipa de Locanto partilha conselhos para que os utilizadores comprem de uma forma mais segura em linha.